# Sebastian Meschenmoser
Sebastian Meschenmoser (* 1980 in Frankfurt am Main) ist ein deutscher Künstler, Illustrator und Kinderbuchautor.

## Leben und Werk
2001 begann Sebastian Meschenmoser sein Studium der freien bildenden Kunst an der Akademie für Bildende Künste Mainz bei Klaus Vogelgesang und Anne Berning. Nach einem einjährigen Studienaufenthalt an der École Nationale Supérieure d’Art in Dijon wechselte Meschenmoser 2006 in die Meisterklasse von Anne Berning. 2007 erhielt er an der Akademie für Bildende Künste in Mainz bei Anne Berning sein Diplom in freier bildender Kunst. Seit 2008 lebt und arbeitet Sebastian Meschenmoser in Berlin.

## Werke

### Bücher
- Herr Eichhorn und die Ferne, 2023, ISBN 978-3-522-46045-3
- Herr Eichhorn und die unvergessliche Nuss, 2021, ISBN 978-3-522-45977-8
- Chick, 2021, ISBN 978-3-522-45969-3[2]
- Vom Wolf, der auszog, das Fürchten zu lehren, 2018, ISBN 978-3-522-45897-9
- Der Wind in den Weiden, 2017, ISBN 978-3-314-10403-9
- Die verflixten sieben Geißlein, 2017, ISBN 978-3-522-45857-3
- Rotkäppchen hat keine Lust, 2016, ISBN 978-3-522-45827-6
- Herr Eichhorn und der König des Waldes, 2015, ISBN 978-3-522-43800-1
- Gordon und Tapir, 2014, ISBN 978-3-480-23189-8
- Der Fall Lori Plump, 2013, ISBN 978-3-480-23072-3
- Herr Eichhorn und der Besucher vom blauen Planeten, 2012, ISBN 978-3-480-22883-6
- Mopsmanns magische Wunderwolle, 2011
- Herr Eichhorn weiß den Weg zum Glück, 2009, ISBN 978-3-522-45805-4
- 3 Wünsche für Mopsmann, 2008
- Herr Eichhorn und der erste Schnee, 2007, ISBN 978-3-522-45804-7
- Herr Eichhorn und der Mond, 2006, ISBN 978-3-522-45823-8
- Fliegen lernen, 2005, ISBN 978-3-522-45828-3

### Illustration
- Die unendliche Geschichte: Farbig illustrierte Schmuckausgabe, illustriert von Sebastian Meschenmoser, Thienemann, Stuttgart, 2019, ISBN 978-3-522-20250-3.

## Bildzyklen
Wo auch immer ist ein 14-teiliger Bildzyklus, der erstmals 2009 in Frankfurt am Main ausgestellt wurde. Dabei handelt es sich um Gemälde, die auf vielschichtige Weise um das Thema Tier kreisen.
Tiere stellen im Œuvre Meschenmosers einen wiederkehrenden thematischen Schwerpunkt dar, beispielsweise in Werkreihen wie Selenit und Selenit II, für die der Künstler eingehend die Verhaltens- und Bewegungsweisen verschiedener Lebewesen studierte. Beeinflusst durch Zoobesuche, führt Sebastian Meschenmoser mit seiner Serie Wo auch immer dem Betrachter die Ambivalenz von wilden Tiere in einer künstlichen und von Menschenhand geschaffenen Umgebung vor Augen. Hierdurch ermöglichen die zeitgenössischen Arbeiten auch klassische kunstgeschichtliche Bezüge zu Werken von Malern wie Hieronymus Bosch oder dem Erfinder des Dioramas, Louis Jacques Mandé Daguerre.
2007 entstand der Werkzyklus der Selenit. dessen Titel auf die Figuren der Mondbewohner aus Jules Vernes Romanen De la Terre a la Lune (1865) und Autour de la Lune (1867) zurückzuführen ist. Passend hierzu zeigt Meschenmosers Malerei in verwischten, grellen Farben Astronauten, Menschenaffen sowie Roboter, die sich vor dunklen Hintergründen positionieren.
20 000 Meilen ist die 2006 entstandene Werkreihe, die inspiriert ist durch Jules Vernes Roman 20.000 Meilen unter dem Meer. Zu sehen sind Kinder, Meeresbewohner und Menschen unter Wasser in surrealen Kompositionen. Dabei sind die Figuren ausgeprägt realistisch dargestellt, wohingegen der Hintergrund abstrakt gemalt ist und sich nahezu aufzulösen scheint.

## Einzelausstellungen (Auswahl)
- 2019: Die unendliche Geschichte – Originale von Sebastian Meschenmoser zum Klassiker von Michael Ende, LesArt, Berlin[3][4]
- 2017 Sebastian Meschenmoser, Museum Wiesbaden, Wiesbaden
- 2016 Kein wildes Tier – Geschöpfe und Geschichten des Herrn Meschenmoser, LesArt, Berlin[5]
- 2016 Showdown, Galerie Greulich, Frankfurt am Main
- 2015 Höhenrausch, Kunstverein im Kraftwerk Bad Gastein, Bad Gastein
- 2014 Patt, Galerie Greulich, Frankfurt am Main, Portal, Kunstverein im Kraftwerk Bad Gastein, Bad Gastein, Emy-Roeder-Preis, Kunstverein Ludwigshafen, Ludwigshafen
- 2013 Batman Elektronics, Galerie Mikael Andersen, Berlin, Abgrund, Galerie Greulich, Frankfurt am Main
- 2012 Aus Wald und Flur, Galerie Krethlow, Bern (CH)
- 2011 Don´t Look Now, Galerie Greulich, Frankfurt am Main
- 2009 Nighthawks, Wewerka Pavillon 2, Münster, Wo auch immer, Galerie Greulich, Frankfurt am Main, Unglückszimmer, Galerie Krethlow, Bern (CH)
- 2008 Der Selenit II, Galerie Greulich, Frankfurt am Main
- 2007 Extraterrestrische Malerei zu Gast bei Toni Gerber, Bern (CH), Der Selenit, Kunstakademie Mainz, Mainz
- 2006 Zwanzigtausend Meilen, Galerie Greulich, Frankfurt am Main

## Gruppenausstellungen (Auswahl)
- 2023 Fantastische Reise mit Jim Knopf, Bastian und Momo. Michael Ende – Bilder und Geschichten, Ludwig Galerie Schloss Oberhausen.
- 2017 Ansichten 29 – „Sechs auf einen Streich“, Quadrart Dornbirn, Dornbirn kuratiert von Herwig Bitsche, Nord Süd Verlag, Zürich
- 2013 Vielfalt, Kunsthalle Wiesbaden, Wiesbaden
- 2012 Krautart 2.0, Galerie Greulich, Frankfurt am Main, Vordemberge-Gildewart-Auswahl, Hessisches Landesmuseum Wiesbaden, Wiesbaden, Landscape, Kunstverein Koelberg Köln, Köln
- 2011 Km 500 4, Kunsthalle Mainz, Mainz, In meinem dunklen Zimmer, Stadtgalerie, Bern (CH)
- 2010 Blickkontakte – Niederländische Portraits des 17. Jahrhunderts im Dialog mit Kunst der Gegenwart aus der Sammlung SØR Rusche, Anhaltinischen Gemäldegalerie Dessau, Dessau
- 2009 MENSCHENBILDER 1620/2009 – Werke aus der Sammlung SØR Rusche, Museum Abtei Liesborn, Liesborn, V_kunst frankfurt – May I Introduce Myself, Frankfurt am Main
- 2008 Rijksmuseum Amsterdam (NL), face à face, Galerie Krethlow, Bern (CH), Fluchten, Künstlerverein Walkmühle, Wiesbaden
- 2007 Im Augenblick, Nassauischer Kunstverein Wiesbaden, Wiesbaden, You won´t Feel a Thing, WYSPA-Institute of Contemporary Art-Danzig, Danzig (PL), You won´t Feel a Thing, Kunsthaus Dresden, Dresden

## Ausstellungskataloge und Publikationen
- 2023 Ausst. kat. Fantastische Reise mit Jim Knopf, Bastian und Momo. Michael Ende – Bilder und Geschichten, Ludwig Galerie Schloss Oberhausen
- 2016 Ausst. kat. Showdown, Frankfurt am Main (Galerie Greulich)
- 2013 Ausst. kat. Abgrund, Frankfurt am Main (Galerie Greulich)
- 2011 Ausst. kat. Don´t look now, Frankfurt am Main (Galerie Greulich), Ausst. kat. Km 500 4 (Kunsthalle Mainz)
- 2009 Ausst. kat. Wo auch immer, Frankfurt am Main (Galerie Greulich), Ausst. kat. Unglückszimmer, Bern (Galerie Krethlow), Ausst. kat. Frankfurt am Main (Kunstverein Familie Montez)
- 2008 Ausst. kat. Der Selenit II, Frankfurt am Main (Galerie Greulich), Ausst. Kat. Fluchten, Wiesbaden (Künstlerverein Walkmühle)

## Preise und Stipendien
- 2022: Grimm-Bürgerdozentur[6][7]
- 2012: Nominiert für das Vordemberge-Gildewart-Stipendium
- 2011: Next Gastein, Sommerresidenz Bad Gastein
- 2010: Stipendiat des Landes Rheinland-Pfalz, Künstlerhaus Schloss Balmoral, Wiepersdorf
- 2008: Kulturförderpreis des Landkreises Bernkastel-Wittlich
- 2008: Auszeichnung Silberner Pinsel, Rijksmuseum Amsterdam (NL)
- 2008: Kröte des Monats August für  3 Wünsche für Mopsmann
- 2007: Nominiert für den Deutschen Jugendliteraturpreis